# Лавровськ
Лавровськ (рос. Лавровск) — присілок в Козельському районі Калузької області Російської Федерації.
Населення становить 71 особу. Входить до складу муніципального утворення Присілок Лавровськ.

## Історія
Від 2004 року входить до складу муніципального утворення Присілок Лавровськ.

## Населення
| 2002 | 2010 |
| ---- | ---- |
| 84   | ↘71  |